# Juan XXI
Juan XXI (en latín: Ioannes PP. XXI), de nombre secular João Pedro Julião (Lisboa, c. 1215-Viterbo, 20 de mayo de 1277), fue el papa 187.º de la Iglesia católica desde el 20 de septiembre de 1276 hasta su muerte.

## Vida intelectual y religiosa

Thesaurus pauperum, edición de 1530.

Pedro Julião nació en Lisboa entre 1210 y 1220, hijo del médico Julião Rebelo y de Teresa Gil. Comenzó sus estudios en la escuela episcopal de la Catedral de Lisboa y luego se unió a la Universidad de París, aunque algunos historiadores afirman que fue educado en Montpellier. Dondequiera que estudió, se concentró en estudios de medicina, teología, lógica, física, metafísica y la dialéctica de Aristóteles.
Se identifica tradicional y habitualmente con el autor médico Petrus Hispanus, una figura importante en el desarrollo de la lógica y la farmacología; aunque no está totalmente zanjada su identidad. Este hombre habría enseñado en la Universidad de Siena en la década de 1240 y su Summulae Logicales fue utilizado como libro de texto universitario sobre lógica aristotélica durante los siguientes tres siglos, y que fue traducido a numerosos idiomas. En la corte de Lisboa, fue concejal y portavoz del rey Alfonso III de Portugal en asuntos eclesiásticos. Más tarde, se convirtió en prior de Guimarães.
Fue archidiácono de Vermoim (Vermuy) en la archidiócesis de Braga. Intentó convertirse en obispo de Lisboa pero fue derrotado. En cambio, se convirtió en el Maestro de la Escuela de Lisboa. En Vermoim habría conocido al papa Gregorio X, quien lo nombró su médico personal al inicio de su pontificado. En esta época publicó un libro de medicina titulado Thesaurus pauperum. En marzo de 1273, fue elegido Arzobispo de Braga, pero no asumió ese cargo; en cambio, el 3 de junio de aquel año, Gregorio X lo creó cardenal obispo de Tusculum (Frascati).

## Papado

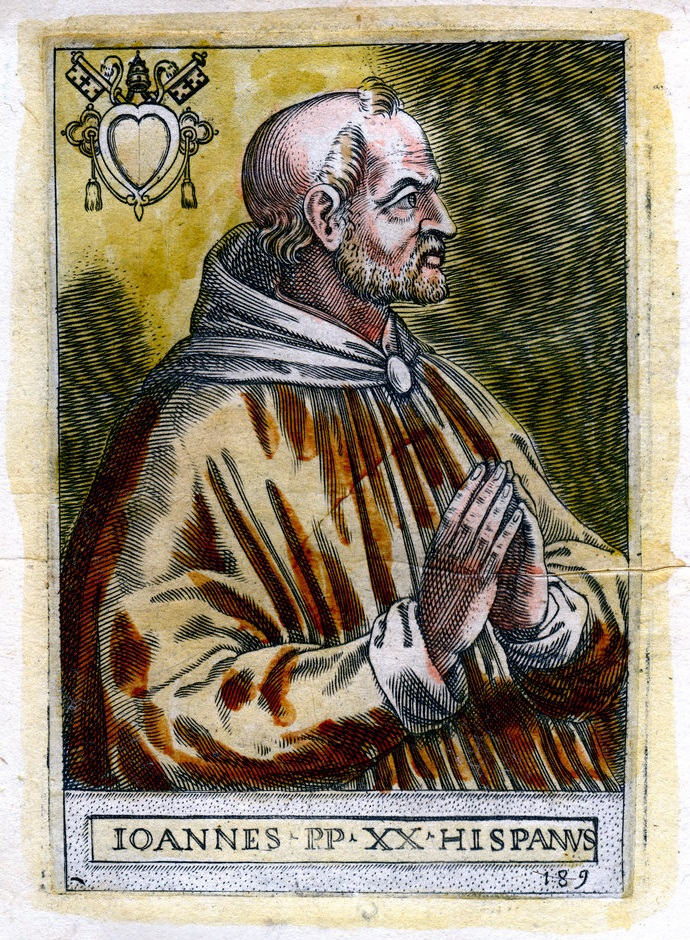
IOANNES PP XX HISPANVS

Después de la muerte del papa Adriano V el 18 de agosto de 1276, Pedro fue elegido papa el 8 de septiembre. Fue coronado una semana después, el 20 de septiembre. Debido a la inconsistencia de los registros papales de la época, el papa anterior de nombre Juan fue Juan XIX, no existiendo ningún papa Juan XX entre este y Julião.

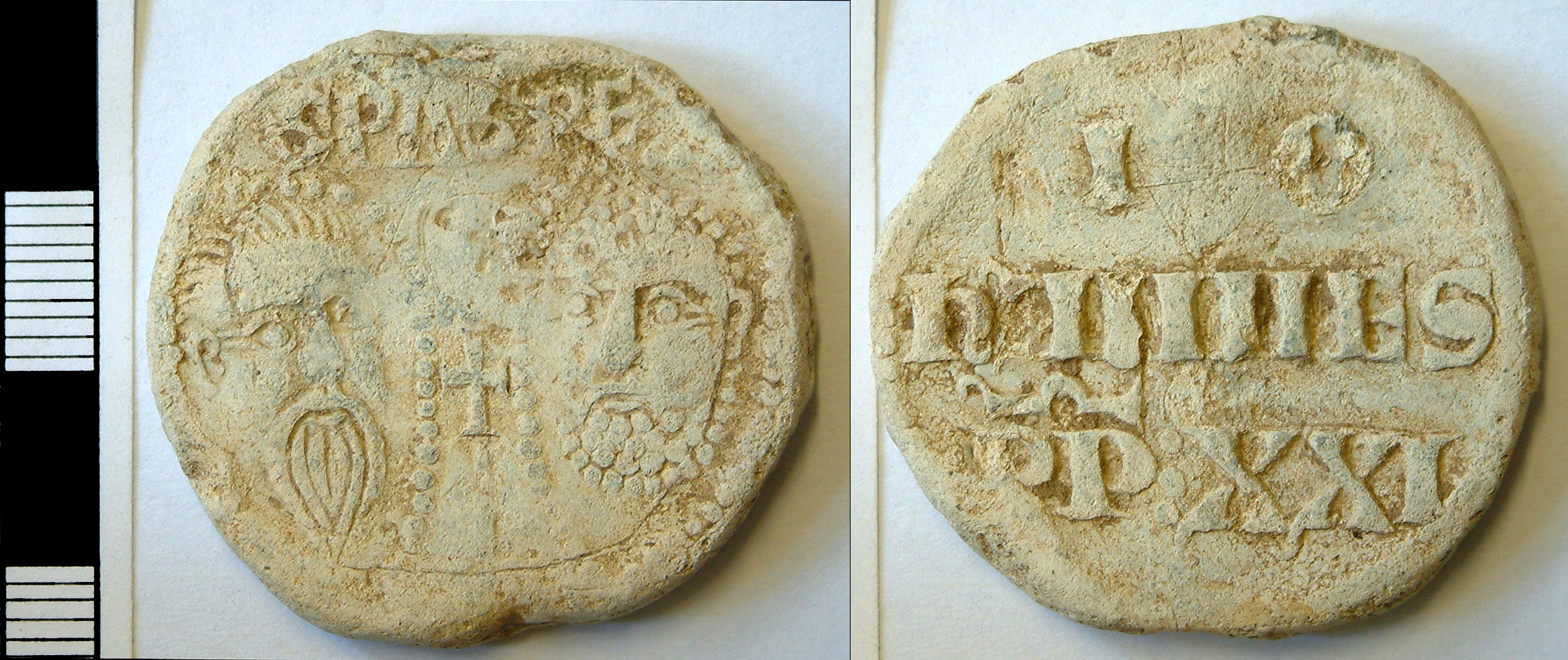
Sello papal de Juan XXI. Hecho de plomo, con las figuras de San Pablo y San Pedro en su anverso y su nombre (IOANNES PP XXI) en latín en el reverso; fue utilizado por Juan para autentificar sus documentos pontificios y bulas oficiales.

Uno de los pocos actos de Juan XXI durante su breve reinado publicó la bula Licet felicis recordationis, que determinaba la revocación de un decreto recientemente aprobado en el Segundo Concilio de Lyon de 1274 que establecía que se debía confinar a los cardenales en soledad hasta que eligieron a un nuevo Papa, además de restringirles progresivamente sus suministros de comida y vino si sus deliberaciones tomaban demasiado tiempo.
Aunque gran parte del breve papado de Juan XXI estuvo dominado por el poderoso cardenal Giovanni Gaetano Orsini, quien más tarde lo sucedería en el cargo, Juan intentó lanzar una cruzada por Tierra Santa, presionó por una unión con la Iglesia oriental e hizo lo que pudo para mantener la paz entre las naciones cristianas. También lanzó una misión para convertir a los tártaros, pero murió antes de que pudiera comenzar. Para asegurar el silencio necesario para sus estudios de medicina, le añadieron un departamento personal al Palacio Papal de Viterbo, al que podía retirarse cuando quisiera trabajar sin ser molestado. El 14 de mayo de 1277, mientras el Papa estaba solo en este departamento, el techo colapsó y se derrumbó encima de él, quedando Juan enterrado debajo este. Seis días después, el 20 de mayo, murió como consecuencia de las graves heridas que había recibido. Fue enterrado en la catedral de Viterbo, donde todavía se puede ver su tumba.

## Legado

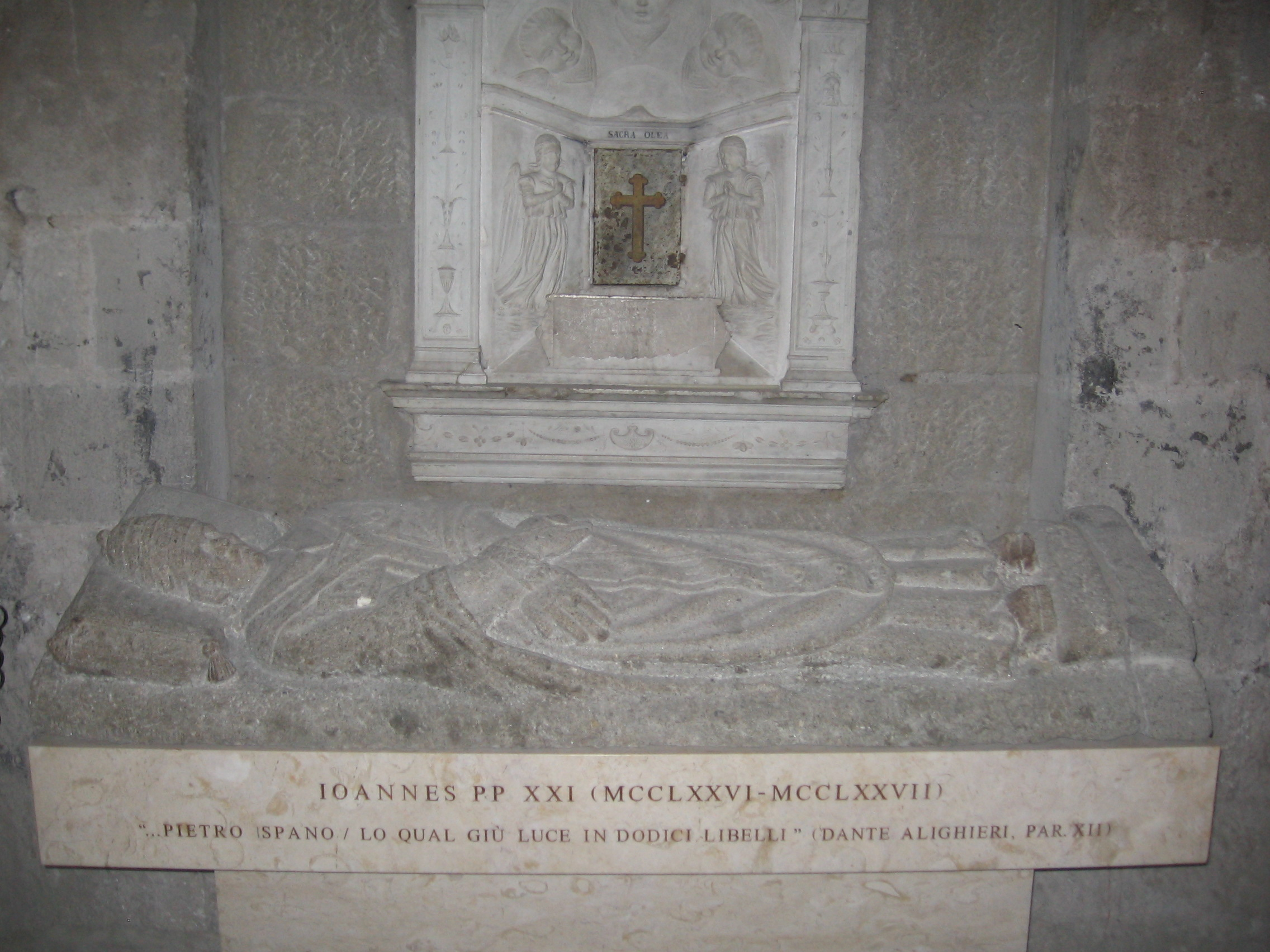
Tumba de Juan XXI en la catedral de Viterbo. En la inscripción, figura como «Pietro Ispano» junto a una cita de La Divina Comedia.

Después de su muerte, se rumoreaba que Juan XXI había sido realmente un nigromante, una sospecha frecuentemente dirigida hacia los pocos eruditos que habían sido Papas, como por ejemplo Silvestre II. También se dijo que su muerte había sido un acto de Dios, impidiéndole completar un tratado herético. En su obra La Divina Comedia, Dante Alighieri colocó a Pietro Spano en la Esfera del Sol del Paraíso con los espíritus de otros grandes eruditos religiosos.